# Cautires berembanensis
Cautires berembanensis – gatunek chrząszcza z rodziny karmazynkowatych i podrodziny Lycinae.
Gatunek ten opisany został po raz pierwszy w 2016 roku przez Alice Jiruskovą, Michala Motykę i Ladislava Bocáka z Uniwersytetu Palackiego na łamach European Journal of Taxonomy. Opisu dokonano na podstawie dwóch okazów odłowionych w 2004 i 2013 roku. Jako miejsce typowe wskazano górę Gunung Beremban. Epitet gatunkowy pochodzi od lokalizacji typowej. 
Chrząszcz o smukłym ciele długości około 12,1 mm. Ubarwiony jest całkowicie czarno. Mała głowa zaopatrzona jest w ostro piłkowane czułki oraz małe, półkuliste oczy złożone o średnicach wynoszących 0,42 ich rozstawu. Przedplecze ma około 1,65 mm długości, 2,1 mm szerokości, tępe kąty przednie oraz proste i lekko wyniesione krawędzie boczne. Listewki dzielą jego powierzchnię na siedem komórek (areoli), z których środkowa jest kompletna i przylega do tylnego brzegu przedplecza. Listewka fronto-lateralna zanika przy krawędzi przedplecza. Pokrywy mają równoległe boki i powierzchnię podzieloną dobrze rozwiniętymi żeberkami podłużnymi pierwszo- i drugorzędowymi  oraz gęsto rozmieszczonymi żeberkami poprzecznymi na komórki (areole). Genitalia samca cechują się bardzo wąskim prąciem o bardzo słabo poszerzonej części wierzchołkowej i nieco spiczastym szczycie.
Owad orientalny, endemiczny dla Malezji, znany tylko z lokalizacji typowej oraz Tanah Rata w stanie Pahang. Spotykany był na wysokościach 1480 do 1800 m n.p.m.